# William Quarter
William J. Quarter (ur. 21 stycznia 1806 w Killurin w Irlandii, zm. 10 kwietnia 1848 Chicago, Illinois) – amerykański duchowny pochodzenia irlandzkiego, pierwszy biskup Chicago.

## Życiorys
Urodził się w Killurin w hrabstwie Offaly w Irlandii w rodzinie Michaela i Ann, jako trzeci z czwórki braci. Jego dwóch braci także wybrało powołanie kapłańskie. Studiował w Maynooth, a pod wpływem misjonarza z USA, postanowił wyjechać do Ameryki, by wspomóc tamtejszy Kościół cierpiący na brak kapłanów. W 1822 roku dotarł do Quebecu, a stamtąd do Stanów Zjednoczonych. Tam dokończył przygotowania do kapłaństwa w Emmitsburgu w Marylandzie i 19 września 1829 roku otrzymał święcenia kapłańskie z rąk ówczesnego biskupa Nowego Jorku Johna Dubois. Pracował duszpastersko w diecezji Nowy Jork. Od roku 1833 był proboszczem w Lower East Side na Manhattanie.  
28 listopada 1843 roku otrzymał nominację na ordynariusza nowo utworzonej diecezji Chicago. Sakry udzielił mu bp John Joseph Hughes – jego dotychczasowy zwierzchnik w Nowym Jorku. W towarzystwie swego brata ks. Waltera (który został później jego wikariuszem generalnym) dotarł do miejsca swego przeznaczenia 5 maja 1844 roku. Jako ordynariusz Chicago doprowadził do ukończenia budowy katedry Matki Bożej (zlikwidował zadłużenie spowodowane budową tej świątyni), ufundował University of Saint Mary of the Lake i Saint Xavier University, sprowadził do Chicago Siostry Miłosierdzia i przewodził pierwszemu synodowi diecezji Chicago. W trakcie swej posługi wyświęcił 29 kapłanów i konsekrował 30 nowych świątyń. Zmarł przedwcześnie, w wieku 42 lat. Pochowany został w swej katedrze.